# جالة (ناطع)

تعديل مصدري - تعديل

جالة هي إحدى قرى عزلة وحلان بمديرية ناطع التابعة لمحافظة البيضاء، بلغ تعداد سكانها 93 نسمة حسب تعداد اليمن لعام 2004.